# 山岡道男
山岡 道男（やまおか みちお、1948年 - ）は、日本の経済学・国際関係学者、早稲田大学教授。
東京生まれ。早稲田大学政治経済学部卒、同大学院経済学研究科博士課程中退。2003年「太平洋問題調査会に関する研究 日本・中国・オーストラリア・ニュージーランド・カナダにおける戦前期の活動を中心として」で学術博士（早稲田大学）。早稲田大学社会科学研究所専任講師、助教授をへて、1989年教授、97年早稲田大学大学院アジア太平洋研究科教授となる。専門は、アジア太平洋地域の国際交流論、経済学教育論。

## 著書
- 『アジア太平洋時代に向けて その前史としての太平洋問題調査会と太平洋会議』北樹出版 フマニタス選書 1991
- 『経済学部卒でない人のための経済がよくわかる本 通勤電車出張ゼミナール』明日香出版社 1995
- 『アジア太平洋地域のINGO: IPR,PBEC,PAFTAD,PECC』北樹出版 叢書パイデイア 1996
- 『『太平洋問題調査会』研究』龍溪書舎 1997
- 『国際関係に関する知の制度化 オーストラリア・ニュージーランド・カナダにおける太平洋問題調査会と国際問題研究所の発足過程』論創社 2005

### 共編著
- 『経済学入門 クイズで経済学習』淺野忠克,山田幸俊共編著 学文社 早稲田大学教育総合研究所叢書 2000
- 『用語集政治・経済』上原行雄,大芝亮共監修 清水書院 2003
- 『アメリカの高校生が読んでいる経済の教科書』淺野忠克共著 アスペクト 2008 のち文庫
- 『アメリカの高校生が読んでいる資産運用の教科書』淺野忠克共著 アスペクト 2008
- 『アメリカの高校生が読んでいる会計の教科書』淺野忠克共著 アスペクト 2009
- 『アメリカの高校生が読んでいる起業の教科書』淺野忠克共著 アスペクト 2009
- 『アメリカの高校生が読んでいる金融の教科書』淺野忠克共著 アスペクト 2009
- 『アメリカの高校生が読んでいる世界経済の教科書』淺野忠克共著 アスペクト 2010
- 『アメリカの高校生が読んでいる税金の教科書』淺野忠克共著 アスペクト 2010
- 『アメリカの高校生が読んでいる投資の教科書』淺野忠克共著 アスペクト 2010
- 『太平洋問題調査会「1925～1961」とその時代』編著 春風社 2010
- 『知識ゼロからの金融入門』淺野忠克共著 幻冬舎 2010
- 『ガブッ!とわかる世界一やさしい行動経済学の教室』淺野忠克共著 アスペクト 2011
- 『ガブッ!とわかる世界一やさしいマクロ経済学の教室』淺野忠克共著 アスペクト 2011
- 『ガブッ!とわかる世界一やさしいミクロ経済学の教室』淺野忠克共著 アスペクト 2011

### 翻訳
- E.J.ミシャン 『経済学21の俗説 こんな"常識"がまかり通っている』伊達邦春共訳 日本経済新聞社 1977
- C.ディンウェディ, F.テール『コンピュータ時代の経済学入門 2部門経済モデルの一般均衡論』早稲田大学出版部 1995
- ブリジット・グッドウィン『太平洋戦争連合軍の化学戦実験 オーストラリアにおける毒ガス人体実験』岸田伸幸訳（日本語版監修）原書房 2009